# Kühlakku

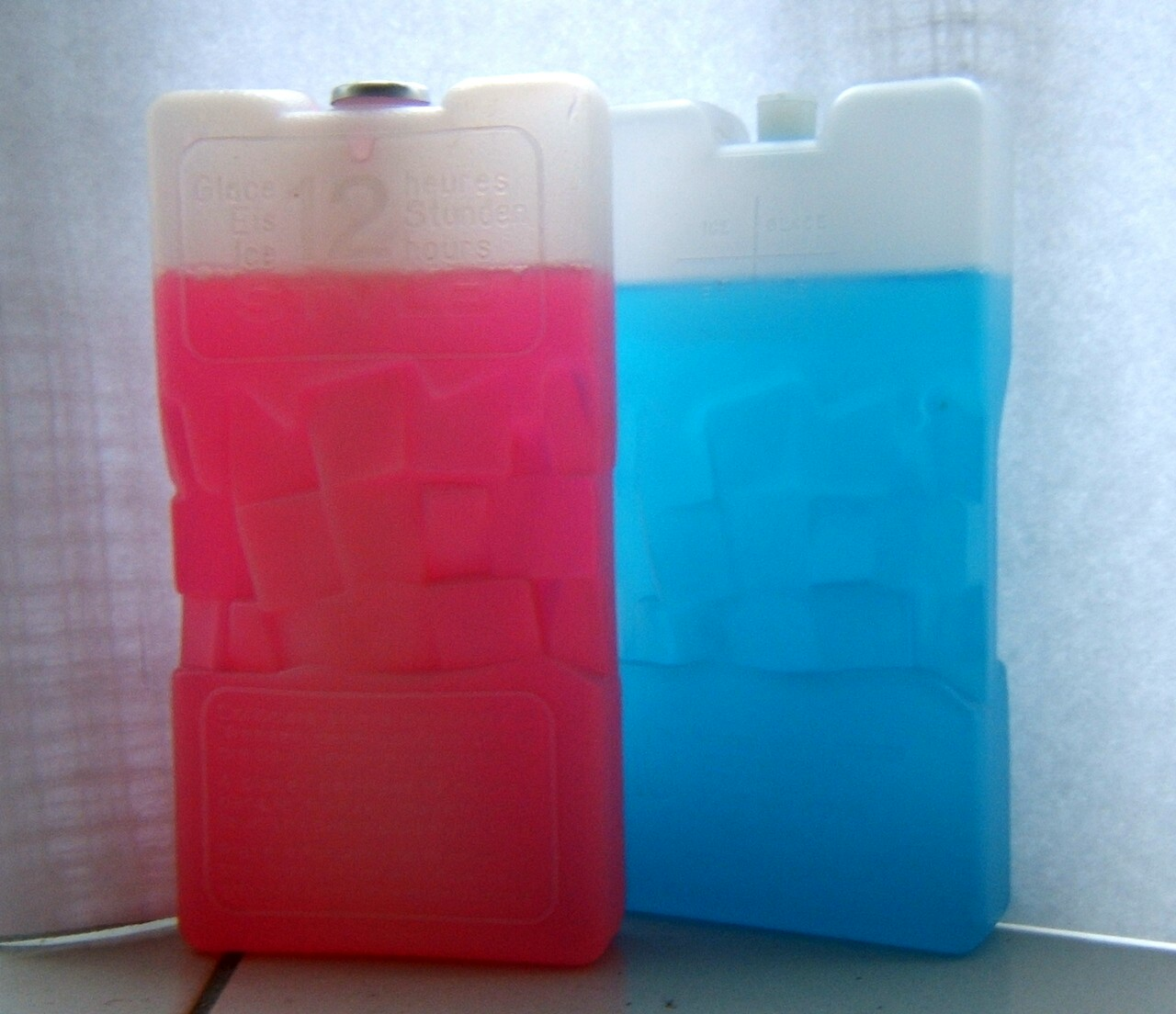
(Mehrweg-)Kühlakku

Ein Kühlakku oder Kühlelement ist ein Behältnis meist aus Kunststoff, in dem sich eine Flüssigkeit befindet, die bei Abkühlung einen Phasenwechsel ausführt (Latentwärmespeicher).
Kühlakkus werden zum zeitweiligen Kühlen von Getränken, Medikamenten oder Lebensmitteln eingesetzt. Der Behälter wird hierzu zunächst in einem Kühlschrank oder in einer Tiefkühltruhe heruntergekühlt. Danach kann man ihn zusammen mit dem zu kühlenden Gut in eine Kühlbox oder Isolierverpackung legen.
Im Prinzip lassen sich auch, beispielsweise mit Wasser gefüllte, gefrorene Kunststoffflaschen als Kühlakku verwenden – sie werden beim Gefrieren in der Regel nicht zerstört.

## Kühlakku-Arten
Kühlakkus können fest verschweißt sein oder auch wiederbefüllbar bzw. nachfüllbar sein. Beide folgende Varianten lassen sich mehrfach einfrieren und nutzen.

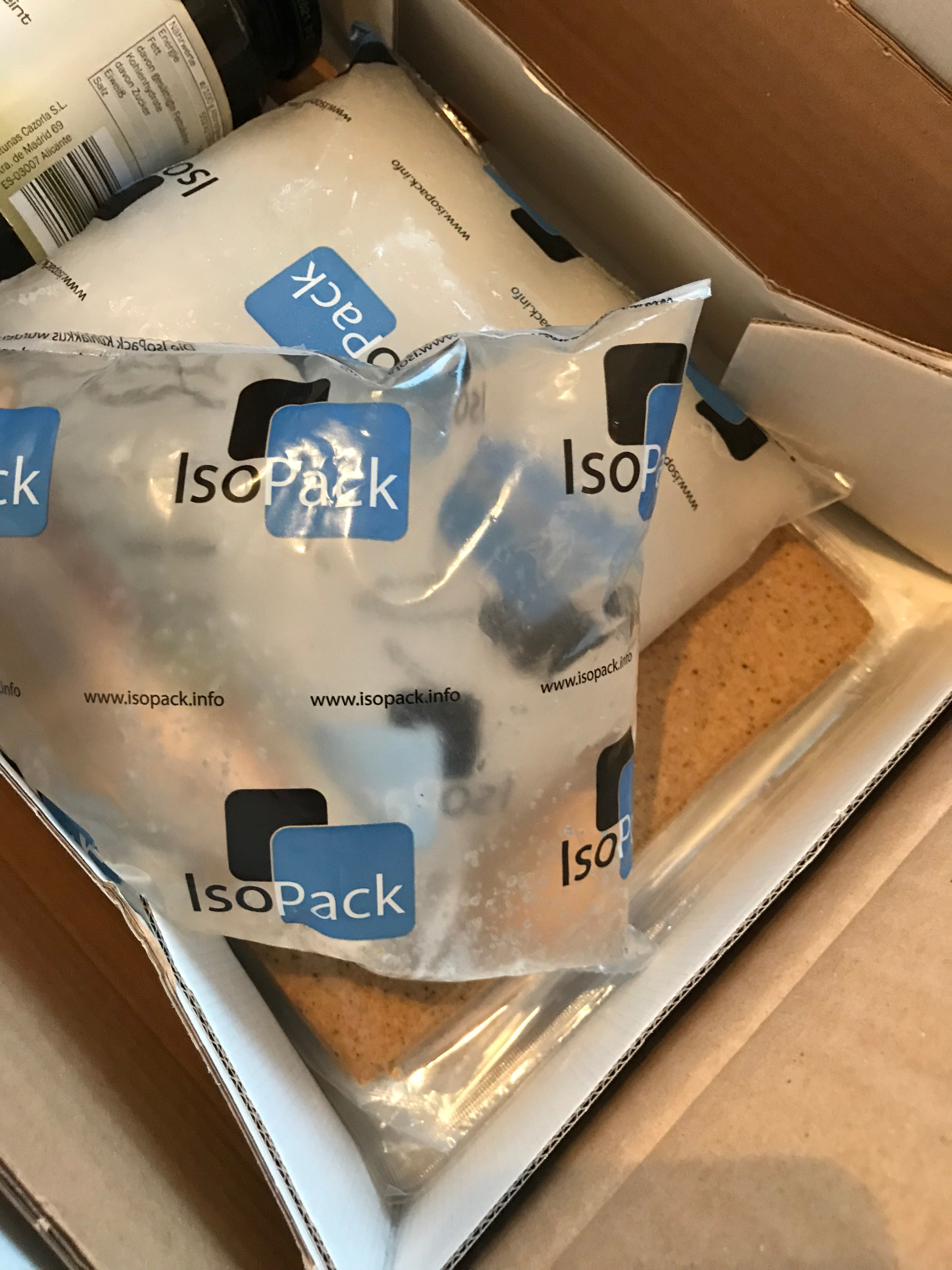
Sendung mit Lebensmitteln und Einweg-Kühlakkus.

Fest verschweißte Kühlakkus werden meist vom Versandhandel als Einwegprodukt genutzt, um eine unterbrechungsfreie Kühlkette beim Postversand von temperaturempfindlichen Waren sicherzustellen. Diese kostengünstigen Kühlakkus bestehen zumeist aus PE-Folie, in welche zuvor entsprechende Kühlflüssigkeit eingeschweißt wurde. Die Art des Kühlmittels hängt von der gewünschten Temperaturführung ab.
Nach- oder wiederbefüllbare Kühlakkus bestehen meist aus einem festen Behältnis aus Kunststoff, welches sich durch einen Schraubverschluss mit Kühlflüssigkeit befüllen lässt. Dies hat den Vorteil, dass Kühlflüssigkeit bei Bedarf nachgefüllt werden kann, der Kühlakku je nach Anforderung mit verschiedenen Kühlflüssigkeiten befüllt oder aber auch zum Transport entleert werden kann.

## Verwendetes Kühlmittel
Abhängig von der gewünschten Temperaturführung und der Kühlakku-Art kommen verschiedene Kühlmittel zum Einsatz. Hierbei sind vor allem die folgenden Parameter entscheidend
- Wärmespeicherkoeffizienten
- Phasenübergang
- Konsistenz

### Phasenübergang
Die Temperatur des Phasenübergangs (also dort, wo der Kühlakku sich von fest zu flüssig wandelt) wird in der Regel an die Zieltemperatur des zu kühlenden Produktes angepasst. Hierdurch ist der Kühlakku bis zum vollständigen Auftauen unterhalb der Zieltemperatur des zu kühlenden Produktes.
Dies heißt in der Praxis, dass der Phasenübergang von Kühlakkus beim Tiefkühlversand bei ca. −18 °C liegt, damit dieser bis zum vollständigen Auftauen des Kühlakkus nicht überschritten wird. Dies wird durch die Beimischung von Frostschutzmittel oder Kochsalz erreicht.
Wann der Phasenwechsel abgeschlossen ist, ist daran zu erkennen, dass der Kühlakku kalt, hart und dick ist, es hat sich im Inneren "Eis" gebildet, welches aufgrund der Expansion auch das „Aufblähen“ des Akkus bewirkt.

### Konsistenz
Abhängig von der Stabilität des Kühlakkus sollte die Kühlflüssigkeit eine mehr oder weniger feste Konsistenz haben. So kommt bei Einweg-Kühlakkus zumeist Polyacryl-Gel zum Einsatz, um ein Reißen der Akkus zu verhindern. Mehrweg-Akkus können aufgrund ihrer höheren Festigkeit auch mit Wasser befüllt werden.

### Sonstige Inhaltsstoffe
Der Kühlflüssigkeit kann weiterhin ein Konservierungsmittel zugesetzt sein, das das Faulen verhindert.